# Villa Steiner
La Casa Steiner è un edificio residenziale progettato dall’architetto austriaco Adolf Loos nel 1910 per la pittrice Lilly Steiner e il marito Hugo Steiner. Si trova a Vienna, nel quartiere di Hietzing, in St. Veit-Gasse 10, ed è considerata una delle opere più importanti per la nascita dell’architettura moderna in Europa. La villa riflette i principi teorici di Loos, come il rifiuto dell’ornamento e l’attenzione alla funzionalità, e mette in evidenza il contrasto tra un esterno austero e un interno invece più ricco e accogliente. 

## Storia
La casa venne richiesta da Lilly Steiner e dal marito Hugo, che cercavano una residenza moderna in una zona periferica della città. La zona era soggetta a regole edilize molto rigide: il regolamento urbanistico permetteva solo costruzioni a un piano fuori terra e con un solo lucernario sul tetto. Queste regole condizionarono in maniera decisiva il progetto.   Loos trovò una soluzione originale: progettò un tetto curvo in lamiera, a quarto di cilindro, che rispettava formalmente i limiti e nello stesso tempo permetteva di avere più piani all’interno. In questo modo la casa, che dalla strada appariva come a un solo piano, conteneva in realtà tre piani più un piano interrato, visibili soprattutto dal lato del giardino. A vent’anni dalla costruzione, il tetto originale venne sostituito da una copertura a falde più tradizionale, perdendo però il disegno iniziale. Nei restauri successivi il tetto è stato ripristinato nella forma pensata da Loos.  

## Caratteristiche architettoniche
La distribuzione segue il principio del Raumplan, in cui gli spazi sono concepiti come volumi con diverse altezze, ma tutti organizzati sotto lo stesso tetto. Questo sistema permetteva una grande economia di spazio senza perdere funzionalità.  
- Piano interrato': garage, stanze dei domestici, caldaia e accessi di servizio[3].
- Piano rialzato': ambienti di rappresentanza e soggiorno[3].
- Primo piano': camere da letto, bagni e l’atelier della pittrice[3].
- Ultimo livello': spazi di servizio e locali accessori[3].

Gli spazi erano collegati da una scala a chiocciola di servizio e da uno scalone monumentale a due rampe.  

#### Esterni
La facciata principale della Casa Steiner è semplice, liscia e senza decorazioni. Per Loos, l’esterno era la parte pubblica della casa, rivolta alla città, e quindi doveva restare “muta”. Le pareti sono in malta di calce, come nelle case viennesi più antiche, con una composizione simmetrica e con aperture usate solo per dare luce agli interni. Il tetto arcuato in lamiera, oltre a rispettare i vincoli edilizi, dava alla casa un aspetto severo e anche quasi futuristico. Sul lato del giardino invece si nota di più la varietà degli spazi interni: qui le finestre non sono regolari e la simmetria si rompe, mostrando un approccio più moderno e funzionale.

#### Interni
Dentro, la casa è molto diversa: gli interni sono progettati per essere caldi e confortevoli. Loos pensava che lo spazio interno fosse privato, quindi legato al gusto dei proprietari. Gli ambienti sono decorati con legno di quercia, marmo, pannellature, travi a vista scure, tappeti orientali, arredi inglesi e persino sedute ispirate all’antico Egitto. Ci sono anche mobili fissi, come panche e sedute ad angolo, una cosa piuttosto nuova per Vienna nel 1910. Il grande soggiorno, che occupa tutta la lunghezza della casa, è il cuore della vita familiare. Vi si accede sia dal prospetto principale con una scala centrale, sia dal giardino con due scale laterali.

### Significato e influenza
La Casa Steiner è spesso vista come un manifesto della transizione dall’architettura storicista all’architettura moderna. L’opera mostra in concreto i principi espressi da Loos nel saggio Ornamento e delitto (1908), dove l’ornamento era definito superfluo e immorale. L’edificio quindi rappresenta chiaramente la divisione tra esterno pubblico, sobrio e severo, e interno privato, più personale e raffinato. La facciata sul giardino divenne presto un esempio riprodotto in molte pubblicazioni degli anni Venti e Trenta come modello di razionalismo architettonico. Secondo lo storico Panayotis Tournikiotis, la casa rinnova la tradizione classica senza però negarla, unendo elementi classici e influenze della domesticità anglosassone.  
Oggi la Casa Steiner è riconosciuta come un punto di riferimento per gli studiosi di architettura e per i turisti interessati all’opera di Loos e allo sviluppo dell’architettura del XX secolo.